# Zemětřesení na jihovýchodě Turecka 2011

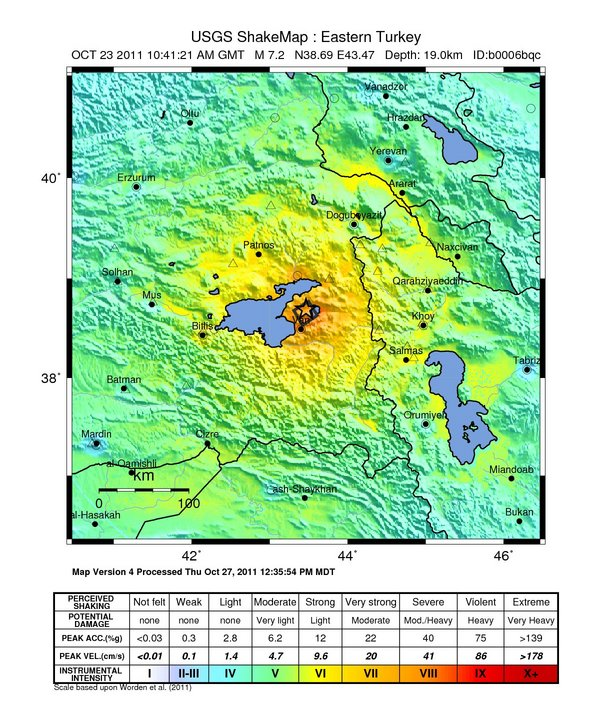
Epicentrum zemětřesení

Zemětřesení na jihovýchodě Turecka je zemětřesení, ke kterému došlo v turecké provincii Van u hranic s Íránem v neděli 23. října 2011. Nejhůře byla zasažena města Erciş a Van.
V oblasti se zřítilo více než 2000 budov. Zemětřesení o síle 7,2 stupně si vyžádalo přinejmenším 576 obětí. Počet zraněných je více než 2 608.
V úterý 25. října zasáhlo východ Turecka další zemětřesení o magnitudu 5,4, podle agentury Reuters k němu došlo v Hakkarijské provincii.
Zasažená města navštívil hned v neděli premiér Erdogan, politické opozici se ale nelíbilo, že vláda odmítla zahraniční pomoc. Později však Ankara oznámila, že přijme zahraniční pomoc od zahraničních států včetně Izraele, se kterým má napjaté vztahy. Prvním státem, který Turecku poskytl pomoc byl Ázerbájdžán, který vyslal do Turecka tým první pomoci a tři letadla se zásobami.
Jedním ze šťastnějších symbolů se stala čtrnáctidenní holčička, kterou záchranáři 25. října našli živou ve městě Erciş poté, co byla pod troskami 46 hodin. Společně s ní záchranáři našli ten den další čtyři přeživší včetně její matky. Ve středu 26. října pak záchranáři vytáhli z trosek ve městě Erciş po 61 hodinách živého osmnáctiletého studenta a po 66 hodinách živou, sedmadvacetiletou ženu. Po 91 hodinách vytáhli záchranáři z trosek pětiposchoďového domu v Ercişu devatenáctiletého studenta. V sobotu 29. října Turecko ukončilo záchranné operace, protože naděje, že by pod troskami mohli nalézt další živé, jsou minimální, celkem se podařilo zachránit z trosek 187 živých lidí.